# Gifszínház
Gifszínház A Budapesti Katona József Színház 2014-ben létrehozott weboldala.

## Története
A Színházi világnapon bemutatott weboldal rövid időn belül nagy sikert aratott internetes körökben. A színház művészei érzelmek nagy skáláját játsszák el az egy-két másodperces gif-jeikben. A több, mint száz jelenetben közreműködő művészek:
- Borbély Alexandra
- Dankó István
- Elek Ferenc
- Jordán Adél
- Keresztes Tamás
- Kovács Lehel
- Kulka János
- Máté Gábor
- Mészáros Béla
- Nagy Ervin
- Ónodi Eszter
- Pálmai Anna
- Pálos Hanna
- Rajkai Zoltán
- Tasnádi Bence

## Külső hivatkozások
- Gifszínház
- T-rex: A hét netes tartalma
- Üzenj a Katona színészeivel! - Elindult a Gifszínház
- 44.hu: Ekkorát rég nem dobtak magyar színészek vagy magyar reklámosok